# Moise Dănesc I. Petru
Moise Dănesc I. Petru (n. 1887, Strei Sângeorgiu, județul Hunedoara – d. 1974, Strei Sângeorgiu, județul Hunedoara) a fost un deputat în Marea Adunare Națională de la Alba Iulia, organismul legislativ reprezentativ al „tuturor românilor din Transilvania, Banat și Țara Ungurească”, cel care a adoptat hotărârea privind Unirea Transilvaniei cu România, la 1 decembrie 1918 :p. 218.

## Biografie
Moise Dănesc I. Petru a făcut școala primară, fiind plugar de-a lungul vieții sale. A luat parte la Primul Război Mondial cu gradul de sergent și a activat în Garda Națională din sat :p. 218.

## Activitatea politică
Ca deputat în Adunarea Națională din 1 decembrie 1918, Moise Dănesc I.Petru a fost delegat al Cercului electoral Hațeg :p. 218.